# Petr Zmrzlík ze Svojšína (starší)
Petr Zmrzlík ze Svojšína (asi 1375 – 16. srpna 1421 Praha) byl příslušníkem nižší husitské šlechty, členem rady krále Václava IV. a kutnohorským mincmistrem. Byl otcem kališnického válečníka Petra Zmrzlíka mladšího ze Svojšína.
Bible, kterou si nechal vytvořit mezi lety 1410–1414, je dnes nazývaná Litoměřicko-třeboňská bible či Bible Zmrzlíkova a je nejstarším zcela zachovaným českým opisem bible.

## Život

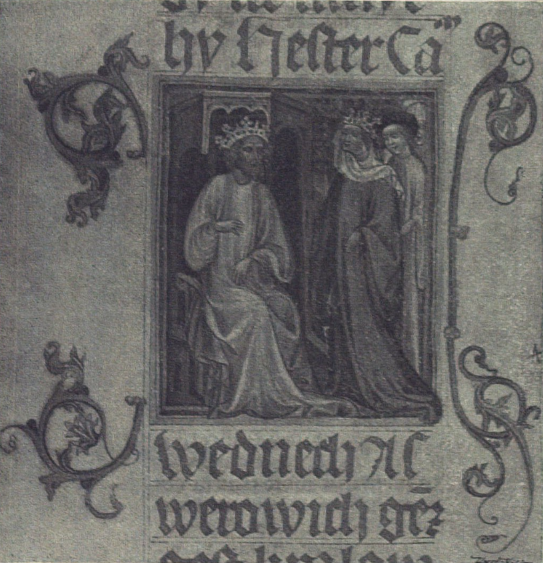
Iniciála Bible litoměřicko-třeboňské

První zmínka o Petru Zmrzlíkovi je z roku 1396. Roku 1402 vedl královské vojsko při neúspěšném obléhání hradu Skála nedaleko Klatov, který patřil členu panské jednoty Břeňkovi ze Skály. Byl řadu let členem královské rady, účastnil se také vydání Dekretu kutnohorského v roce 1409. Kolem roku 1405 získal úřad kutnohorského mincmistra. Za jeho působení byl proveden v roce 1407 pokus o mincovní reformu. Byl zadavatelem výroby Bible litoměřicko-třeboňské, dokončené roku 1414. V roce 1419 ho v tomto úřadu Zikmund nahradil katolíkem Mikulášem Divůčkem z Jemniště.
Velmi brzy se přidal k reformním kruhům. Patřil k zastáncům i přátelům Mistra Jana Husa - je jmenován i v jednom z listů posílaných Husem z kostnického vězení. Jeho dům byl několikrát místem, kde docházelo k setkáním zástupců různých náboženských stran, tzv. "hádáním" o náboženských otázkách (1414, 1419, 1420). Počátkem roku 1421 se se svými oddíly přidal k Žižkovu tažení do západních Čech: účastnil se dobytí klášterů v Kladrubech a v Chotěšově a obléhání Bohuslava ze Švamberka na jeho hradě Krasíkově. Bohuslav nabídl kapitulaci, ovšem pouze do Zmrzlíkových rukou, což Žižka přijal a posádce umožnil volný odchod. Brzy poté se Petr zapojil do tažení pražanů do východních Čech. Po dobytí Žlebů dostal tento hrad do správy a byl mu znovu svěřen úřad kutnohorského mincmistra. Zúčastnil se ještě Čáslavského sněmu, ale pak se v Kutné Hoře nakazil morem. Zemřel v Praze a byl pochován v kostele sv. Michala na Starém Městě.

## Rodina a majetek
Petr Zmrzlík byl prvním významným představitelem zemanského rodu Zmrzlíků ze Svojšína (dle Tomkova Dějepisu Prahy ovšem mohl pocházet z pražské měšťanské rodiny a predikát i erb mohl získat od původní vladycké rodiny ze Svojšína). Jeho manželkou byla Anna z Frymburka, s níž měl tři syny, Jana, Petra a Václava. Jeho stejnojmenný syn se angažoval na kališnické straně v husitských válkách i v bojích následujícího období.
Ve službách krále Petr Zmrzlík značně zbohatl, některé statky získal koupí nebo do zástavy. Kratší či delší dobu byly v jeho držení Nečtiny, Žleby, Orlík, Kašperk, Oheb, Vildštejn, Lnáře, Kasejovice a Březnice. Na Starém Městě pražském vlastnil dva domy (jeden získal darem od krále, druhý přikoupil), které poté spojil v jeden - nacházel se za kostelem sv. Jakuba. Dokladem jeho zámožnosti je i fakt, že si nechal pořídit iluminovanou bibli a zasloužil se o překlad Trojánské kroniky do češtiny.